# 1541 Estonia
För andra betydelser, se Estonia.
1541 Estonia eller 1939 CK är en asteroid upptäckt den 12 februari 1939 av den finske astronomen Yrjö Väisälä vid Storheikkilä observatorium. Asteroiden har fått sitt namn efter landet Estland.